# Toine van Mierlo
Toine van Mierlo (Soerendonk, 1957. augusztus 24. –) válogatott holland labdarúgó, csatár.

## Pályafutása

### Klubcsapatban
1976 és 1979 között a PSV Eindhoven labdarúgója volt, ahol egy holland  bajnoki címet szerzett.
1979 és 1981 között a Willem II, 1981–82-ben az angol Birmingham City, 1982–83-ban ismét a Willem II játékosa volt. 1983 és 1985 között a belga RWD Molenbeek, 1985–86-ban az MVV Maastricht, 1986 és 1988 között a belga KAA Gent labdarúgója volt. 1988 és 1990 között a belga KRC Harelbeke csapatában szerepelt, de 1989-ben kölcsönben a VVV-Venlo játékosa volt.

### A válogatottban
1980-ban három alkalommal szerepelt a holland válogatottban.

## Sikerei, díjai
PSV Eindhoven
- Holland bajnokság
  - bajnok: 1977–78

## Statisztika

### Mérkőzései a holland válogatottban
| Hollandia | Hollandia            | Hollandia                      | Hollandia | Hollandia | Hollandia | Hollandia    | Hollandia | Hollandia |
| #         | Dátum                | Helyszín                       | Hazai     | Eredmény  | Vendég    | Kiírás       | Gólok     | Esemény   |
| --------- | -------------------- | ------------------------------ | --------- | --------- | --------- | ------------ | --------- | --------- |
| 1.        | 1980. szeptember 10. | Dublin, Lansdowne Road         | Írország  | 2 – 1     | Hollandia | vb-selejtező | -         |           |
| 2.        | 1980. október 11.    | Eindhoven, Philips Sportpark   | Hollandia | 1 – 1     | NSZK      | barátságos   | -         |           |
| 3.        | 1980. december 30.   | Montevideo, Estadio Centenario | Uruguay   | 2 – 0     | Hollandia | Mundialito   | -         | 30'       |
|           | Összesen             |                                |           | 3         | mérkőzés  |              | 0         | gól       |